# Férfi egyéni kardvívás az 1896. évi nyári olimpiai játékokon
A legelső újkori olimpián, Athénban megrendezett 1896. évi nyári olimpiai játékokon a férfi egyéni kardvívás egyike volt a három vívószámnak. 5 vívó indult 3 nemzetből.

## Eredmények
| Helyezés | Vívó                                      | SzT | KT | Gy | V |
| -------- | ----------------------------------------- | --- | -- | -- | - |
| Arany    | Joánisz Jeorjádisz · Görögország (GRE)    | 12  | 5  | 4  | 0 |
| Ezüst    | Tilémahosz Karákalosz · Görögország (GRE) | 10  | 5  | 3  | 1 |
| Bronz    | Holger Nielsen · Dánia (DEN)              | 10  | 9  | 2  | 2 |
| 4        | Adolf Schmal · Ausztria (AUT)             | 7   | 11 | 1  | 3 |
| 5        | Georgios Iatridis · Görögország (GRE)     | 3   | 12 | 0  | 4 |

| Mérkőzés | Győztes                                   | Tus | Vesztes                                   |
| -------- | ----------------------------------------- | --- | ----------------------------------------- |
| 1        | Tilémahosz Karákalosz · Görögország (GRE) | 3–0 | Adolf Schmal · Ausztria (AUT)             |
| 2        | Joánisz Jeorjádisz · Görögország (GRE)    | 3–0 | Georgios Iatridis · Görögország (GRE)     |
| 3        | Tilémahosz Karákalosz · Görögország (GRE) | 3–2 | Holger Nielsen · Dánia (DEN)              |
| 4        | Joánisz Jeorjádisz · Görögország (GRE)    | 3–2 | Adolf Schmal · Ausztria (AUT)             |
| 5        | Holger Nielsen · Dánia (DEN)              | 3–1 | Georgios Iatridis · Görögország (GRE)     |
| 6        | Joánisz Jeorjádisz · Görögország (GRE)    | 3–1 | Tilémahosz Karákalosz · Görögország (GRE) |
| 7        | Adolf Schmal · Ausztria (AUT)             | 3–2 | Georgios Iatridis · Görögország (GRE)     |
| 8        | Joánisz Jeorjádisz · Görögország (GRE)    | 3–2 | Holger Nielsen · Dánia (DEN)              |
| 9        | Tilémahosz Karákalosz · Görögország (GRE) | 3–0 | Georgios Iatridis · Görögország (GRE)     |
| 10       | Holger Nielsen · Dánia (DEN)              | 3–2 | Adolf Schmal · Ausztria (AUT)             |